# Altarduk

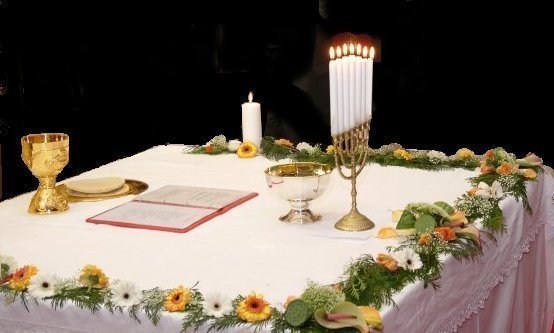
Ett altare med altarduk.

Altarduk är textilier som inom kristendomen läggs på altare. Dukarna är en symbol för Kristi svepning.  De två undre skall vara av grövre, vitt linne och den övre av finare linne. Fram till 1000-talet föredrogs helt vita altardukar.